# Maximilian von Spee
Maximilian Johannes Maria Hubert Reichsgraf von Spee (22. juni 1861 i København – 8. december 1914 i slaget ved Falklandsøerne) var en tysk marineofficer og viceadmiral.
Født i 1861 i København som søn af Rudolf Graf von Spee (1822–1881) og hustru Fernanda Maria Sophie født Tutein (1832–1913).
Graf von Spee var ved 1. verdenskrigs udbrud chef for den tyske Stillehavseskadre med base i Qingdao (Tsingtao). I Slaget ved Coronel ud for Chiles kyst 1. november 1914 sænkede Spees eskadre to britiske panserkrydsere HMS Good Hope og HMS Monmouth. Han fortsatte rundt om Kap Horn og mødte nær Falklandsøerne en overlegen britisk eskadre. 
I det påfølgende søslag blev de tyske flådefartøjer tilintetgjort og Spee gik ned med sit flagskib. Også hans to sønner Otto og Heinrich omkom.
Adskillige tyske krigsskibe er sidenhen blevet opkaldt efter Maximilian von Spee, fx Admiral Graf Spee. 